# 1640 в Україні

## Особи

### Народились
- Василь Дунін-Борковський (1640—1702) — сотник вибельський (1668), полковник чернігівський (1672—1685), Генеральний обозний в уряді Гетьманщини (1685—1702). 1687 р. (один тиждень) був Наказним Гетьманом до обрання постійного.
- Кульчицький Юрій-Франц (1640—1694) — український шляхтич гербу Сас, австрійський дипломат, герой «Віденської відсічі» 1683 року, згодом віденський підприємець, власник однієї з перших віденських кав'ярень. Вважається автором рецепту «віденської кави».
- Міхал Корибут Вишневецький (1640—1673) — король Польщі і Великий князь Литовський, правитель Речі Посполитої обох народів з 1669 року.
- Семен Палій (1640—1710) — полковник Фастівського полку (Білоцерківського полку), один з керівників повстання на Правобережжі проти Корони Польської.

### Померли
- Ісая Копинський — український церковний діяч, Митрополит Київський і всієї Русі (1631—1640).

## Засновані, зведені
- Вінницькі Хутори
- Городещина
- Краснопілля (смт)
- Любча (Ставищенський район)
- Македони
- Новоживотів
- Сабадаш
- Турівка (Згурівський район)
- Фасова (Макарівський район)
- Собор святих Петра і Павла (Луцьк)
- Підгорецький замок
- Колегіальний костел Святої Трійці (Олика)